# マジカルたけし
マジカル たけし（1944年（昭和19年）2月20日 - 1991年（平成3年）3月19日）は、日本の奇術師。
本名は前田 武司（まえだ たけし）。落語家の2代目桂枝雀の実弟。

## 略歴
兵庫県神戸市生まれ、鳥取県倉吉市（当時は倉吉町）への疎開を経て兵庫県伊丹市で育った。父が早世したため、中学生時代から兄・達（とおる、のちの枝雀）とセミプロの漫才コンビ「伊丹の前田兄弟」を組んで各地のコンテスト荒しを重ね、賞金を生活の糧とする。このうち、ABCラジオ『漫才教室』では「卒業試験（＝勝ち抜きコンテストの4週目）」まで出場し、当時の大卒者初任給を上回るほどの賞金を手にする。しかし、「卒業」すると賞金がそこで終わってしまうため、「卒業試験」の折には兄弟が「卒業させないでほしい」と懇願して番組側がわざと落選させ、満員状態の観客席（約300人）が騒然となり、審査委員長の秋田實が「芸にはそれぞれレベルというものがあって…」と釈明するエピソードがあった。その後も『漫才教室』には「研究生」という肩書きで出場したりしたが、やがて武司は「練習でもたたかれてばっかり」（後年の枝雀の証言）だったため漫才を離れ、兄は落語に転向する。
中学卒業後、定時制高校に進学するかたわら、阪急電鉄に入社し、梅田駅の改札係として勤務。休憩時間中、阪急百貨店でゼンジー中村の奇術を目撃し、あこがれを抱く。19歳となった1964年、シガレットマジックの名手・松旭斎滉洋を紹介され、入門。松旭斎 たけし（しょうきょくさい たけし）を名乗る。1965年6月に千日劇場で師匠の後見として初舞台を踏む。10年の内弟子修行の末、1972年に独立。吉本興業に所属し、うめだ花月などに出演した。1980年にはフジテレビ系列『花王名人劇場』に兄と揃って出演し、久しぶりに漫才を披露している。
「狭い場所でも、どんなところでも奇術ができる」ことを狙い、和装で、座ったままで奇術をおこなうことを思いつき、上方落語と奇術を融合した「まじかる落語」を創案。1983年にマジカル たけしと改名。

## 人物と芸風
- 「まじかる落語」は、落語のマクラや、『子ほめ』『道具屋』などのネタの合間に奇術をはさむ、独自の改変をおこなったものであった。

『道具屋』では、多くの演じ方のサゲに登場する笛を実際に持ち出し、瞬時に僧侶の絵が入れられた額縁に変えてみせ、「僧が描かれているので高いのか?」「ハイ坊主丸儲けです」とサゲた。
- たばこを消すように見せるシガレットマジックのタネは、たばこを単純に飲み込むというものであり、身体への負担が大きかったらしく、ダウンタウンの松本人志はデビュー直後、京都花月の楽屋で何度も嘔吐しているたけしを目撃したという[4]。
- 酒好きで知られ、旧なんば花月近くの居酒屋「赤垣屋」によく出入りしていた（西川のりお談[要出典]）。また、酒癖が悪く、出演前夜に千鳥足で転倒して利き手の右腕を怪我し、左手一本で高座をつとめたり[2]、酔ったまま舞台に上がりマジックを失敗したりしたこと[要出典]もあった。